# Turabowskaja
Turabowskaja (ros. Турабовская) – wieś w Rosji, w rejonie wożegodskim obwodu wołogodzkiego. W 2010 r. liczyła 4 mieszkańców.